# 桜→入学式
「桜→入学式（SPECIAL EDIT）」は2007年4月1日にさいたまスーパーアリーナで行われた単独コンサート『2007 桜満開 Berryz工房ライブ 〜この感動は二度とない瞬間である!〜』の夜公演にて配布されたCDである。
「桜→入学式（SPECIAL EDIT）」と「サクラハラクサ（SPECIAL EDIT）」の2曲の間に桜にちなんだトークが収録されている。この曲のフルバージョンは、その年の夏に発売されたアルバム『4th 愛のなんちゃら指数』に収録されている。